# Stelis loefgrenii
Stelis loefgrenii är en orkidéart som beskrevs av Célestin Alfred Cogniaux. Stelis loefgrenii ingår i släktet Stelis och familjen orkidéer. Inga underarter finns listade i Catalogue of Life.